# RAF West Freugh
RAF West Freugh est un ancien site de la Royal Air Force situé dans le Wigtownshire, à 8 kilomètres au sud-est de Stranraer en Écosse.
La base a toujours été une école de formation aux armements, que ce soit pour la manutention ou la mise en œuvre de munitions.
Le site est maintenant connu sous le nom de MOD West Freugh et est exploité par l'entreprise de défense QinetiQ, pour le compte du ministère de la Défense.

## Historique
Pendant la Première Guerre mondiale, le site est une base pour les dirigeables connue sous le nom de RNAS Luce Bay. La base est alors dotée d'un immense hangar pour dirigeables.
La RAF West Freugh ouvre ses portes en 1937 en tant que camp d'entraînement à l'armement. Pendant la Seconde Guerre mondiale, elle s'agrandit pour inclure des installations de formation pour les observateurs, les navigateurs et les viseurs de bombes ; et sert de base à l'unité des essais de bombardement.
En 1987, les forces de l'exercice Purple Warrior utilisent West Freugh.
En 1988 et 1990, ses installations sont utilisées pour tester le système d'armes Phalanx CIWS avec des cartouches d'uranium appauvri. Une enquête radiologique ultérieure sur la plage, le sable et l'eau de mer par le personnel de l'Atomic Weapons Establishment conclut à l'absence de contamination détectable.
En 2001 la base aérienne ferme et les installations sont reprises par l'entreprise QinetiQ.

## Station terrienne
Une station terrienne de satellite est située à West Freugh. Elle a été créée pour recevoir et distribuer les données des satellites radar ERS de l'Agence spatiale européenne. En septembre 2005, il est annoncé que la station terrestre de West Freugh est la première à l'extérieur du Canada à être certifiée pour fournir des images du satellite commercial canadien RADARSAT.

## Utilisation actuelle
West Freugh, maintenant exploité par QinetiQ depuis 2001, est utilisé comme zone d'essai pour les bombes et les missiles air-sol. Ses aires de tir s'étendent sur la Luce Bay (en), et une zone terrestre se situe à Torrs Warren.
L'aérodrome n'est plus actif, mais il est disponible pour des exercices militaires. West Freugh a également été utilisé à plusieurs reprises pour des exercices de la 16e Brigade d'assaut par air au cours de l'exercice Joint Warrior.